# 5667 Nakhimovskaya
5667 Nakhimovskaya è un asteroide della fascia principale. Scoperto nel 1983, presenta un'orbita caratterizzata da un semiasse maggiore pari a 2,2778501 UA e da un'eccentricità di 0,1881275, inclinata di 4,10351° rispetto all'eclittica.